# Кавн
Кавн (дав.-гр. Καΰνος) — персонаж давньогрецької міфології, син Мілета, за іменем якого названо місто в Малій Азії, куди він втік, рятуючись від Міноса, та карійської царівни Ейдофеї, брат-близнюк Бібліди.
У Кавна закохалася його сестра Бібліда. Дізнавшись про це з її листа, він втік з Мілета до Карії, звідки походила його мати, де заснував місто, яке назвали його ім'ям. Бібліда, у нестямі від пристрасті, безуспішно шукала брата по всьому узбережжю Малої Азії і померла від горя (за іншою версією — наклала на себе руки).
За іншою версією, саме Кавн домагався любові своєї сестри, що стало причиною самогубства Бібліди і втечі з рідної домівки самого Кавна. Згодом він одружився з наядою Проноєю, мав сина Лікея, з дочкою Кавна одружився Лірк, син Форонея. У стародавніх греків існував вираз «кавнівська любов», яким називали злочинний або протиприродний сексуальний потяг.
Також ще за однією версією Кавн був Мілета, полководцем в індійському поході Діоніса.